# Sulcarius cephalotes
Sulcarius cephalotes là một loài tò vò trong họ Ichneumonidae.